# Jerebikovec
Il monte Jerebikovec con 1.593 m s.l.m. è una cima delle Alpi Giulie, ed in particolare dell'altopiano alpino della Mežakla. 